# よせなべトリオ
よせなべトリオは、フジテレビ系列のバラエティ番組『欽ドン!良い子悪い子普通の子』のコーナー「良いOL悪いOL普通のOL」出演メンバーで結成された、女性三人組の企画ユニット。

## メンバー
- フツ山（普通のOL） - 松居直美
- ヨシ山（良いOL） - 生田悦子
- ワル山（悪いOL） - 小柳みゆき

## ディスコグラフィー
- 「大きな恋の物語」（1982年8月5日発売、 フィリップス・レコード）作詞：島武実、作編曲：佐久間正英。オリコン最高位8位、売上16.8万枚。